# Armin Wandel

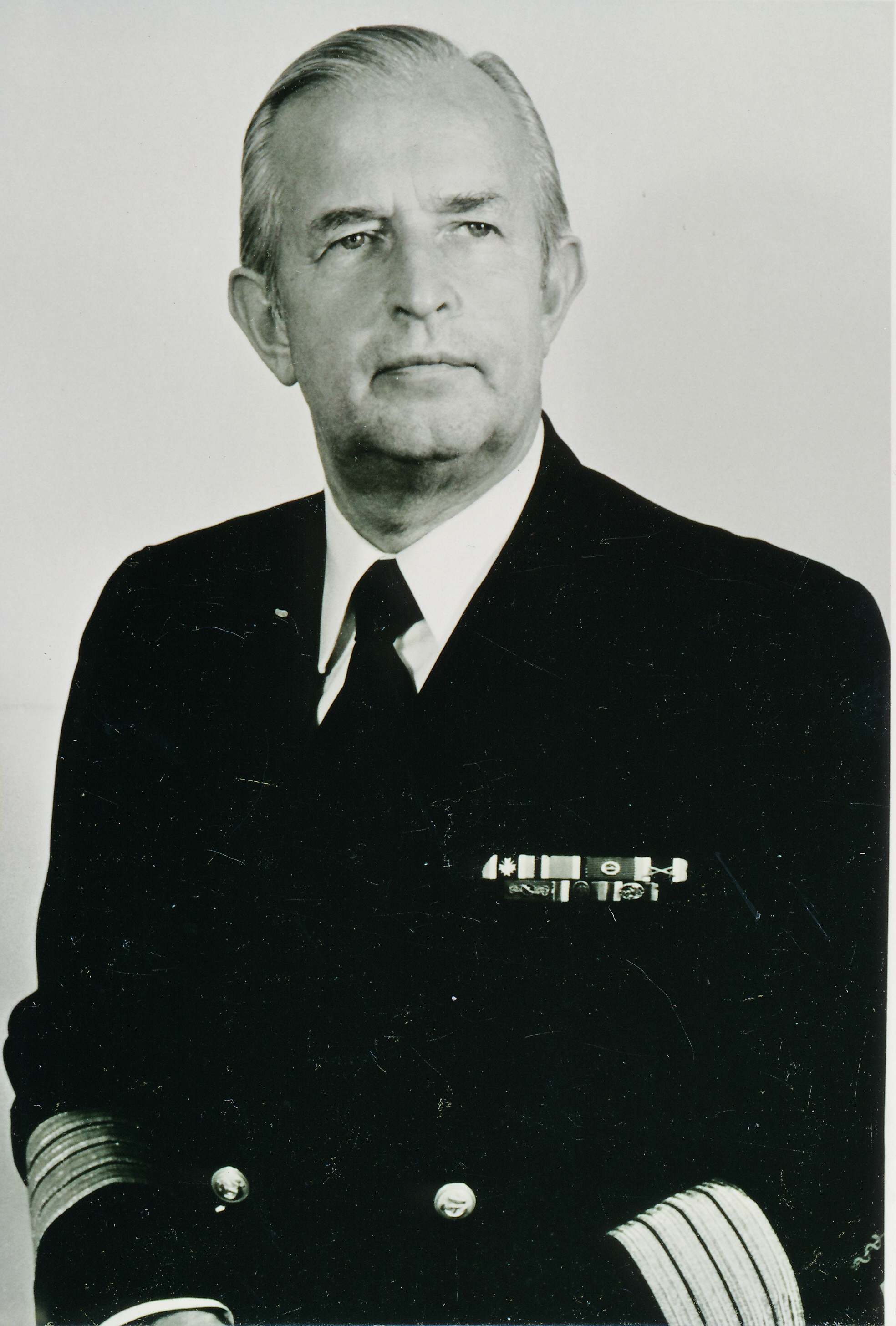
Flottenarzt Dr. Wandel, ca. 1970

Armin Wandel (* 11. Juni 1913 in Kaldau, Kr. Schlochau, Westpreußen; † 25. Januar 1994 in Lahr/Schwarzwald) war ein deutscher Sanitätsoffizier.

## Leben
Wandel studierte an der Schlesischen Friedrich-Wilhelms-Universität Medizin. 1935 wurde er im Corps Lusatia Breslau recipiert. 1942 wurde er in Breslau zum Dr. med. promoviert.

Er wurde Stabsarzt der Kriegsmarine und machte als Bootsarzt auf U 129 zwei Feindfahrten mit. Als Flottillenarzt kam er erst zur 26. U-Flottille nach Pillau und später in gleicher Funktion zur 11. U-Flottille nach Bergen (Norwegen). Von Juni 1944 bis Januar 1945 war er Kommandeur des Kriegsmarine-Lehrkommandos 700 (Kampfschwimmer) in Valdagno.

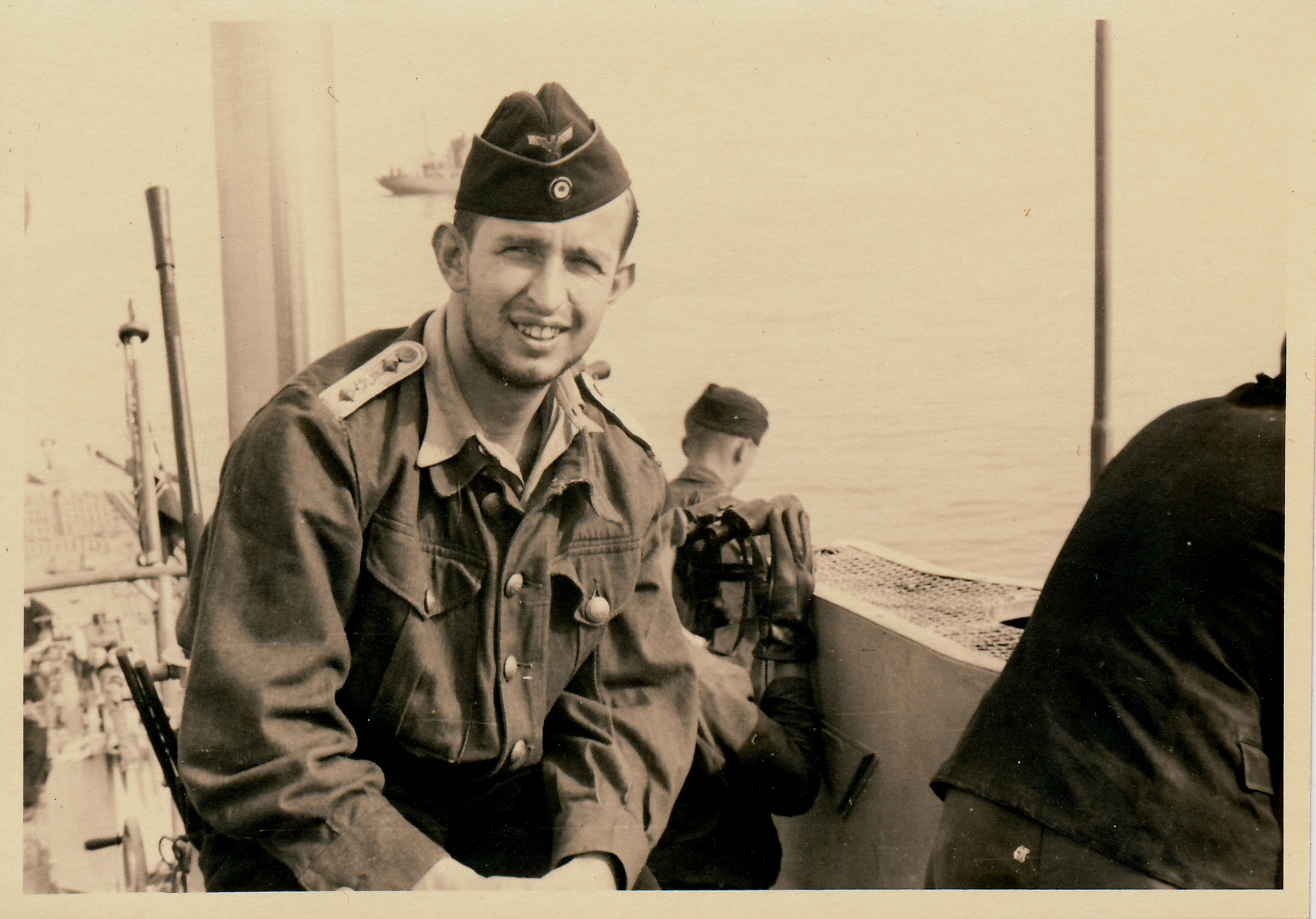
Stabsarzt Dr. Wandel auf U 129, 1941

1957 wurde er als Flottenarzt in die neu gegründete Bundeswehr übernommen. Ab Mai 1962 leitete er in Kronshagen das U-Boot- und Taucherphysiologische Instituts der Marine, das ab 1965 Schifffahrtmedizinisches Institut der Marine hieß. Diese Dienststellung behielt er bis September 1973.
In Zusammenarbeit mit der Christian-Albrechts-Universität Kiel betreute Wandel viele Doktoranden. Nach der Pensionierung lebte er in Bayern. Er war Vorstand (1976–1982) und Ehrenmitglied des Segelclubs Schwangau.

## Werke
- Veröffentlichungen aus dem Schiffahrtmedizinischen Institut der Marine (1965)
- Stirb und werde – Dokumente einer schlesischen Familientragödie. Lahr, Selbstverlag 1990; Nachlass Wandel (Archiv Nöldecke)